# Пространство свободы, безопасности и правосудия
Пространство свободы, безопасности и правосудия — сфера компетенции Европейского союза в областях внутренних и внешних границ, предоставления убежища и иммиграционной политики, судебного сотрудничества по гражданским делам, сотрудничества между компетентными административными службами государств-членов в вышеуказанных областях, а также в области по борьбе с преступностью.
До вступления в 2009 году в силу Лиссабонского договора и её соответствующего поглощения консолидированной структурой Европейского союза сфера назвалась полицейским и судебным сотрудничеством по уголовным делам и была одной из трех опор Европейского союза. С 1993 по 1999 год она называлась сотрудничеством в области правосудия и внутренних дел.

## История
Он был создан на основе сотрудничества ТРЕВИ в качестве основы правосудия и внутренних дел в соответствии с Маастрихтским договором с целью развития сотрудничества в области уголовного права и правосудия без ущерба для суверенитета государств-членов. Решения принимались консенсусом, а не большинством (как это было в странах Европейского сообщества), и наднациональные институты вносили незначительный вклад.
Амстердамский договор передал области нелегальной иммиграции, виз, убежища и судебного сотрудничества по гражданским делам интегрированному Европейскому сообществу. Термин «Правосудие и внутренние дела» позже охватывает эти комплексные области, а также межправительственный третий компонент. Этот компонент был переименован в «Полицейское и судебное сотрудничество по уголовным делам», чтобы отразить его сокращенную сферу охвата.
До Маастрихтского договора государства-члены сотрудничали на межправительственном уровне в различных секторах, связанных со свободным передвижением и личной безопасностью («группа координаторов», СЕЛАД, ТРЕВИ), а также в таможенном сотрудничестве (ГАМ) и судебной политике. С Маастрихтом сотрудничество в области юстиции и внутренних дел направлено на укрепление мер, принимаемых государствами-членами, и в то же время позволяет более согласованно подходить к этим действиям, предлагая новые инструменты координации действий.
В качестве одной из опор ЕС эта сфера была сосредоточена на сотрудничестве правоохранительных органов. Она была основана на межправительственном сотрудничестве в большей степени, чем другие опоры, что означало незначительный вклад Европейской комиссии, Европейского парламента и Суда. В рамках этой опоры был разработан Европейский ордер на арест.
Лиссабонский договор, вступивший в силу в декабре 2009 года, упразднил всю систему столбов. Сферы полицейского и судебного сотрудничества по уголовным делам и сферы, ранее переданные из сотрудничества в области правосудия и внутренних дел Сообществам, были еще раз сгруппированы вместе, создав пространство свободы, безопасности и правосудия.